# Halsted Klosters Amt
Halsted Klosters Amt blev oprettet i 1662 af det tidligere Halsted Len. Amtet bestod af herrederne 
- Lollands Nørre
- Lollands Sønder

Amtet blev nedlagt ved reformen af 1793, hvorefter hele området indgik i Maribo Amt.

## Amtmænd
- 1782 – 1804: Frederik Karl Kragh-Juel-Vind-Friis